# Umar Khan
Umar Khan, nome artístico de Umar Saifullah Khan Babar (Lahore, 7 de Junho de 1982), é um ator, dublê e coreógrafo de luta paquistanês.

## Biografia
Umar Khan nasceu em 7 de Junho de 1982 em Lahore, a segunda maior cidade do Paquistão, próximo à fronteira da Índia, também conhecida como "o coração do Paquistão".
O pai de Umar estava no serviço central superior do Paquistão, mas devido à ditadura militar que lá havia ele decidiu deixar seu país e carreira, no ano de 1984, para a Suécia, para criar seus filhos em uma justa, pacífica e democrática atmosfera. Umar tinha apenas 2 anos de idade quando desembarcou em Arlanda para começar sua nova vida em um dos mais pacíficos lugares do mundo, conhecido como Estocolmo, a capital da Suécia.

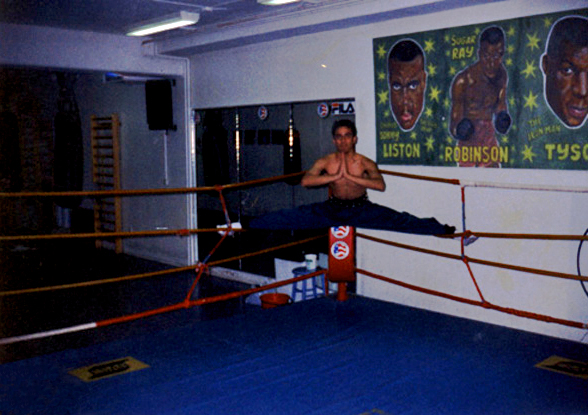
Umar Khan em 1996

O pai de Umar era muito exigente quanto à criação de seus filhos e desejava a todos eles uma carreira acadêmica, que era a peculiaridade normal da família no Paquistão. Contudo, Umar, em sua infãncia, tinha maior tendência para atividades físicas, e jogou futebol, tênis, squash e também era bom nadador. Com muita freqüência, durante sua infãncia, ele construía seus próprios monólogos, disfarçava-se e desempenhava pequenas apresentações teatrais em frente à seus amigos e família.
Aos 7 anos Umar descobriu o legendário Bruce Lee e as artes marciais, que seria, mais tarde, sua paixão na vida. Começou ele, então, a copiar diferentes movimentos de famosos filmes de artes marciais e passava maior parte de seu tempo desenvolvendo suas próprias técnicas e habilidades com o mesmo efeito.
A maioria dos estudantes das escolas que ele freqüentava estavam familiarizados com sua paixão por artes marciais, e as tarefas de seminário que ele apresenteva em classe com seus amigos freqüentemente continham curtas seqüências de lutas e ele regularmente costumava fazer pequenas performances na escola.
Umar também produziu seu próprio filme de ação em sua adolescência, que foi produzido por ele e seus amigos. De uma pura coincidência, o zelador da escola, que era um artista marcial viu um dos filmes de Umar e pouco tempo depois se tornaria seu primeiro professor de artes marciais.
A pessoa que mais influenciara a Umar foi seu segundo professor; ele era um ator de filmes de ação e coreógrafo da China. O professor o fez descobrir uma nova face das artes marciais e uma produão de filmes asiáticos.

## Carreira

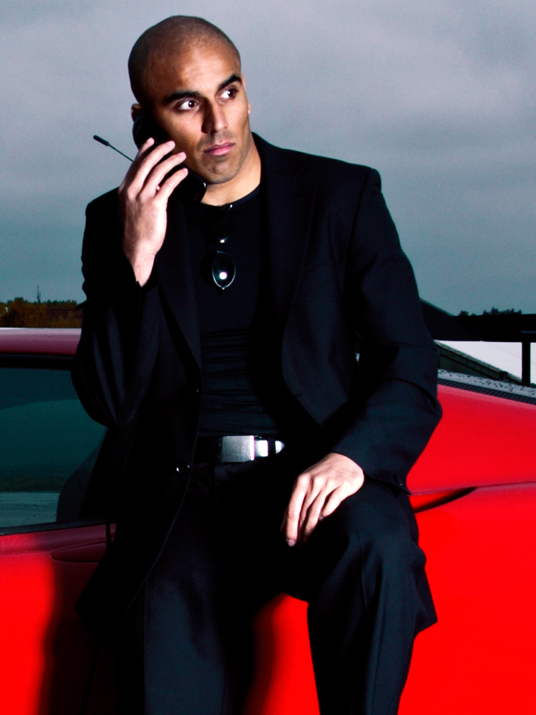
Umar Khan em 2005

Aos 16 anos Umar decidiu começar sua carreira como dublê, uma carreira completamente diferente para a sua família. Ele conseguiu seu primeiro emprego de um dos canais líderes da televisão sueca. Desde então ele tem recebido ofertas de muitos papéis em diferentes produções.
Por causa de suas exóticas características e feições fisionômicas ele, além de atuações e papéis como dublê, também tem recebido ofertas para atuar como modelo. Sua descoberta na moda aconteceu quando ele apareceu na capa de uma das mais populares revistas escandinavas de beleza. Na palavra dos diretores, "....sua aparência robusta o torna perfeito para os papéis, do cara mau, na tela da tv."
Umar sempre fora fascinado por capacidades físicas e sempre gosta de alcançar o máximo delas. Por esta razão ele procura e aceita todos os desafios e esportes extremos e, hoje, participa ativamente de 10 esportes extremos com notáveis resultados. Ele tem plena consciência dos riscos e perigos de seu campo, e esta é a razão por que ele sempre se prepara ao máximo e acredita que o trabalho exige extrema boa forma.
Por causa de sua exótica aparência e ampla sorte de habilidades como dublê, ele se torna, na Escandinávia, um dos mais procurados dublês, tão como modelo no momento. Sua próxima meta é construir uma carreira como ator de filmes de ação na indústria cinematográfica asiática.

### Artes Marciais

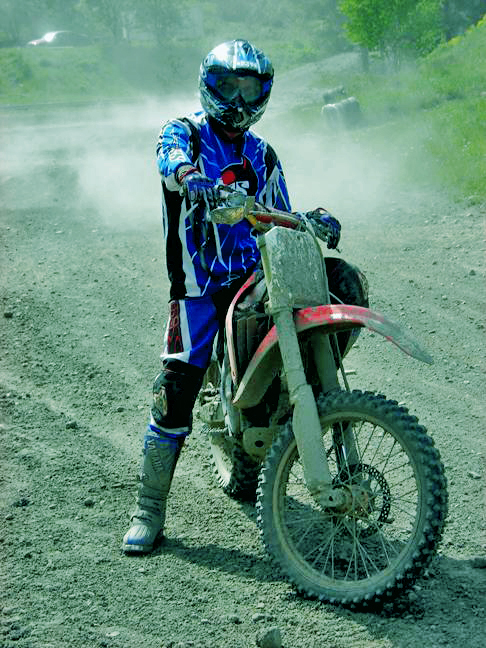

## Habilidades

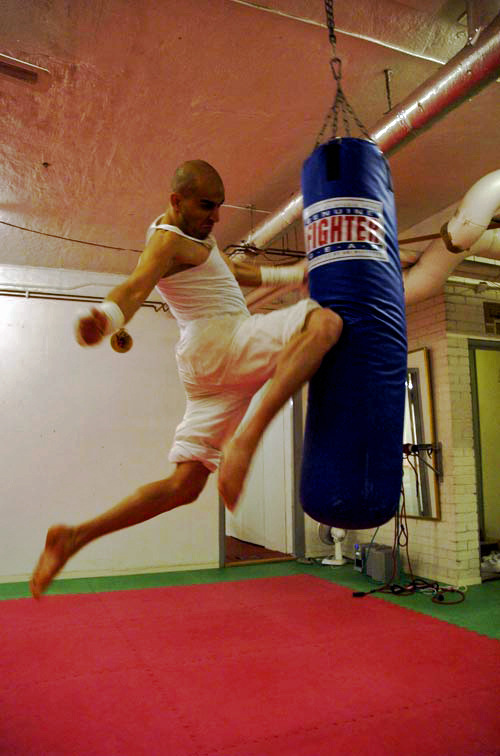

| - Boxe - Taekwondo - Muay Thai - Jiu-jitsu brasileiro - Capoeira - Wushu - Wing Chun | - Ginástica - Parkour - Paraquedismo - Mergulho - Montanhismo - Snowboard - Automobilismo - Motociclismo - Rali - Motocross - Mota de água - Moto de neve |

## Filmografia

### Longametragens
| Ano  | Título       | Papel         | Companhia               |
| 2003 | Tur & Retur  | Gladiador TV4 | Filmlance International |
| 2005 | Carambole    | Policial      | SF                      |
| 2006 | Bella & Real | Dublê         | Manus AV-produktion     |
| 2007 | Gangster     | Guarda-costas | Isis Cataegis Pictures  |

### Televisão
| Ano  | Título               | Papel           | Companhia        |
| 2002 | Efterlyst            | Lutador         | STRIX Television |
| 2002 | Efterlyst            | Gângster        | STRIX Television |
| 2003 | Efterlyst Special    | Suspeito        | STRIX Television |
| 2003 | Cleo                 | Homem em bar    | SVT              |
| 2003 | S.P.U.N.G 2          | Estudante       | SVT              |
| 2004 | Efterlyst            | Ladrão de carro | STRIX Television |
| 2007 | I huvudet på Gynning | Umar Khan       | MTV Mastiff      |

### Curtametragens
| Ano  | Título       | Papel   | Companhia       |
| 2005 | Ghetto Rules | Lutador | PoC Productions |

### Comerciais
| Ano  | Título                         | Papel    | Companhia     |
| 2005 | Idol 2005                      | Boxeador | TV4           |
| 2007 | Integrated Communication Suite | Simon    | Sony Ericsson |

### Clipes
| Ano  | Artista             | Título           | Papel    |
| 2002 | Emerson             | Back Off         | Gângster |
| 2002 | Unlima              | N Say Love       | Acrobata |
| 2003 | Cee Rock "The Fury" | Anderson Iz Nice | Lutador  |
| 2007 | Fjärde Världen      | Ingenting        | Atirador |

### Revistas
| Ano  | Revista          | Artigo                   | Publicado |
| 2004 | Fighter Magazine | Nordic Action Stunt Team | Auosto    |
| 2004 | Fitness Magazine | Master Cup               | Dezembro  |
| 2006 | M3 Digital World | Samsung Mobile           | Outubro   |
| 2006 | M3 Digital World | Sony Ericson Watch       | Novembro  |
| 2007 | Friskispressen   | Front cover              | Maio      |
| 2008 | Kamera & Bild    | Photo contest            | Março     |